# Luca Spinola (doge 1628)
Il Serenissimo Luca Spinola (Genova, 1628 – Genova, 1715) fu il 129º doge della Repubblica di Genova e re di Corsica.

## Biografia

Stemma nobiliare degli Spinola

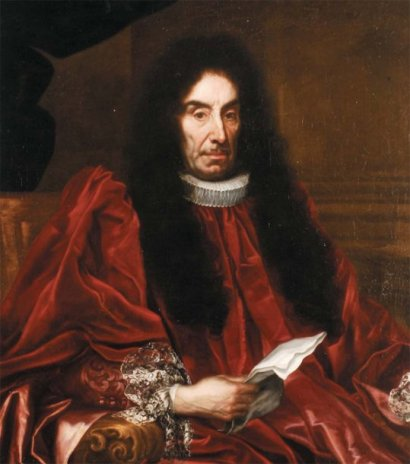
Dipinto del nobile

Figlio di Luciano del ramo nobiliare degli Spinola di Luccoli e di Francisca Ferrero, nativo di Genova intorno al 1628, fu ascritto nel Libro d'oro della nobiltà genovese nel 1655. Ricoprì, tuttavia, il suo primo incarico per la Repubblica di Genova nel 1673 dando così credito che il nobile Luca Spinola preferì inizialmente curare le proprie attività di famiglia e governare in prima persona la gestione di alcuni feudi familiari.
Solamente nel 1680 vide un intensificarsi degli impegni di stato in modo più stabile e continuativo che lo portarono, tra gli altri, a far parte della giunta straordinaria di guerra presieduta dal doge Francesco Maria Imperiale Lercari durante il periodo di aperta ostilità con la Francia di Luigi XIV. Nel 1685 fu nominato a supremo sindacatore. Nelle elezioni dogali del 27 agosto 1687 il suo nome vinse con quattro voti di scarto rispetto all'altro candidato, il Magnifico Bendinelli Negrone. In qualità di doge fu investito anche della correlata carica biennale di re di Corsica.
Il suo mandato - l'ottantaquattresimo in successione biennale e il centoventinovesimo nella storia repubblicana - fu dedicato alla prosecuzione dei lavori del nuovo molo sotto le fortificazioni di San Giacomo di Carignano e alla ricostruzione della città dopo il bombardamento navale francese del 1684.
Terminato il dogato il 27 agosto 1689 continuò a servire lo stato genovese in incarichi e impegni fino all'età di 75 anni. Ritiratosi a vita privata, Luca Spinola morì a Genova nel corso del 1715 dove fu sepolto all'interno dell'abbazia di San Gerolamo di Quarto dei mille.
Dal matrimonio con Vittoria De Marini non ebbe figli.